# Ilir Berisha
Ilir Berisha (Pristina, 25 giugno 1991) è un ex calciatore kosovaro con cittadinanza albanese, di ruolo difensore.

## Biografia
Nato a Pristina, nell'allora provincia autonoma jugoslava del Kosovo. Possiede anche il passaporto albanese.

## Carriera

### Club
Il 1º febbraio 2012 viene acquistato dalla squadra svedese dell'Örebro per circa 75.000 euro.
Il 23 marzo 2015 firma un contratto annuale con scadenza il 31 dicembre 2015 con gli svedesi del Gefle, in quella che si rivela poi essere l'ultima annata in Allsvenskan della propria carriera.
Successivamente si alterna tra campionati svedesi di terza o seconda serie ed altre apparizioni in Albania o Kosovo.
Si ritira al termine dell'Ettan 2023, disputata con il colori dell'IF Karlstad Fotboll, per cominciare contemporaneamente a lavorare con il settore giovanile dello stesso club.

### Nazionale
Riceve la sua prima convocazione in nazionale albanese il 7 giugno 2013 dal CT dell'Albania, Gianni De Biasi, per la partita valida per le qualificazioni ai Mondiali 2014 contro la Norvegia.
Il 7 settembre 2014 esordisce con la nazionale kosovara nell'amichevole tra Kosovo e Oman finita 1-0.

## Statistiche

### Presenze e reti nei club
Statistiche aggiornate al 27 maggio 2017.
| Stagione                 | Squadra                  | Campionato               | Campionato | Campionato | Coppe nazionali | Coppe nazionali | Coppe nazionali | Coppe continentali | Coppe continentali | Coppe continentali | Altre coppe | Altre coppe | Altre coppe | Totale | Totale |
| Stagione                 | Squadra                  | Comp                     | Pres       | Reti       | Comp            | Pres            | Reti            | Comp               | Pres               | Reti               | Comp        | Pres        | Reti        | Pres   | Reti   |
| ------------------------ | ------------------------ | ------------------------ | ---------- | ---------- | --------------- | --------------- | --------------- | ------------------ | ------------------ | ------------------ | ----------- | ----------- | ----------- | ------ | ------ |
| 2010-2011                | Prishtina                | SL                       | 0          | 0          | CK              | 0               | 0               | -                  | -                  | -                  | -           | -           | -           | 0      | 0      |
| 2011-feb. 2012           | Prishtina                | SL                       | 20         | 0          | CK              | 0               | 0               | -                  | -                  | -                  | -           | -           | -           | 20     | 0      |
| Totale Priština          | Totale Priština          | Totale Priština          | 20         | 0          |                 | 0               | 0               |                    | -                  | -                  |             | -           | -           | 20     | 0      |
| 2012                     | Örebro                   | A                        | 19         | 3          | CS              | 1               | 0               | -                  | -                  | -                  | -           | -           | -           | 20     | 3      |
| 2013                     | Örebro                   | B                        | 12         | 1          | CS              | 0               | 0               | -                  | -                  | -                  | -           | -           | -           | 12     | 1      |
| 2014                     | Örebro                   | A                        | 6          | 0          | CS              | 1               | 0               | -                  | -                  | -                  | -           | -           | -           | 7      | 0      |
| Totale Örebro            | Totale Örebro            | Totale Örebro            | 37         | 4          |                 | 2               | 0               |                    | -                  | -                  |             | -           | -           | 39     | 4      |
| 2015                     | Gefle                    | A                        | 7          | 2          | CS              | 1               | 0               | -                  | -                  | -                  | -           | -           | -           | 8      | 2      |
| gen.-giu. 2016           | Flamurtari Valona        | KS                       | 0          | 0          | CA              | 0               | 0               | -                  | -                  | -                  | -           | -           | -           | 0      | 0      |
| 2016-2017                | Flamurtari Valona        | KS                       | 17         | 1          | CA              | 1               | 0               | -                  | -                  | -                  | -           | -           | -           | 18     | 1      |
| Totale Flamurtari Valona | Totale Flamurtari Valona | Totale Flamurtari Valona | 17         | 1          |                 | 1               | 0               |                    | -                  | -                  |             | -           | -           | 18     | 1      |
| lug. 2017                | Västerås SK              | D1                       | 0          | 0          | CS              | 0               | 0               | -                  | -                  | -                  | -           | -           | -           | 0      | 0      |
| Totale carriera          | Totale carriera          | Totale carriera          | 81         | 7          |                 | 4               | 0               |                    | -                  | -                  |             | -           | -           | 85     | 7      |

### Cronologia presenze e reti in Nazionale
| Cronologia completa delle presenze e delle reti in nazionale ― Kosovo | Cronologia completa delle presenze e delle reti in nazionale ― Kosovo | Cronologia completa delle presenze e delle reti in nazionale ― Kosovo | Cronologia completa delle presenze e delle reti in nazionale ― Kosovo | Cronologia completa delle presenze e delle reti in nazionale ― Kosovo | Cronologia completa delle presenze e delle reti in nazionale ― Kosovo | Cronologia completa delle presenze e delle reti in nazionale ― Kosovo | Cronologia completa delle presenze e delle reti in nazionale ― Kosovo |
| Data                                                                  | Città                                                                 | In casa                                                               | Risultato                                                             | Ospiti                                                                | Competizione                                                          | Reti                                                                  | Note                                                                  |
| --------------------------------------------------------------------- | --------------------------------------------------------------------- | --------------------------------------------------------------------- | --------------------------------------------------------------------- | --------------------------------------------------------------------- | --------------------------------------------------------------------- | --------------------------------------------------------------------- | --------------------------------------------------------------------- |
| 13-11-2015                                                            | Pristina                                                              | Kosovo                                                                | 2 – 2                                                                 | Albania                                                               | Amichevole                                                            | -                                                                     | 5’                                                                    |
| Totale                                                                |                                                                       | Presenze                                                              | 1                                                                     |                                                                       | Reti                                                                  | 0                                                                     |                                                                       |

## Palmarès

### Club

#### Competizioni nazionali
- Campionato di calcio kosovaro: 1

Prishtina: 2010-2011